# Tarachidia semiflava
Tarachidia semiflava är en fjärilsart som beskrevs av Achille Guenée 1852. Tarachidia semiflava ingår i släktet Tarachidia och familjen nattflyn. Inga underarter finns listade i Catalogue of Life.